# アラゴアス州

アラゴアス州
Estado de Alagoas

アラゴアス州（アラゴアスしゅう、Estado de Alagoas [alaˈɡoɐs, alaˈɡowɐs] ( 音声ファイル)）は、ブラジル北東部の州。大西洋に面している。北のペルナンブーコ州と南のセルジッペ州の間に位置し、南西でバイーア州と接する。略称は「AL」
面積は27,830km2、人口は312万7683人（2022年）。州都はマセイオー (Maceió)。

## 隣接州
- ペルナンブーコ州
- セルジペ州
- バイーア州

## 主な都市
- マセイオー
- アラピラカ
- オウロブランコ
- ドイス・リアショス
- マラヴィーリャ

## 教育
- アラゴアス連邦大学

## 著名な出身者
- デオドロ・ダ・フォンセカ - 初代大統領
- フェルナンド・コロール・デ・メロ - 第32代大統領
- エルメート・パスール - ミュージシャン
- ジャヴァン - ミュージシャン
- ブルーナ・テノリオ - モデル
- ジーダ - サッカー選手
- ペペ - サッカー選手
- デニス・マルケス - サッカー選手
- マルタ・ビエイラ・ダ・シルバ - 女子サッカー選手